# مهدی ربی
مهدی ربی (زاده ۱۳۵۹) داستان‌نویس معاصر ایرانی.

## زندگی
مهدی ربی در مرداد ۱۳۵۹ در اهواز متولد شد. او دارای مدرک لیسانس حسابداری است و کارشناسی ارشد ادبیات نمایشی اش را از دانشکده هنر و معماری گرفته‌است. مهدی ربی دکترای خود را در رشتهٔ فلسفه هنر از دانشگاه علوم و تحقیقات تهران گرفته‌است. عنوان رسالهٔ دکترای او «ملال اگزیستانسیال در درام‌های آنتوان چخوف» بوده‌است که خوانشی ست بر اساس آراء مارتین هایدگر. مهدی ربی مدرس داستان‌نویسی و نمایشنامه‌نویسی در دانشکده‌های هنرومعماری، هنرهای زیبا و سینما تئاتر تهران است. او از سال ۱۳۸۳ به‌طور جدی وارد حوزهٔ ادبیات داستانی شده‌است. آثار مهدی ربی توسط منتقدین بسیاری در مطبوعات نقد شده‌است.
او برای کتاب «آن گوشه دنج سمت چپ» در سال ۱۳۸۶ برگزیده جایزهٔ ادبی روزی روزگاری و برنده جایزه منتقدین مطبوعات ایران شد. این کتاب توسط انتشارات «پونته۳۳» به زبان ایتالیایی ترجمه شده‌است. مهدی ربی برای مجموعه داستانش با نام «برو ولگردی کن رفیق» در سال ۱۳۸۸ برنده نهایی جایزه ادبی منتقدان و نویسندگان مطبوعات گردید.
مهدی ربی طی این سال‌ها داور جوایز ادبی متعددی بوده‌است. جوایز گلشیری، احمد محمود، جمالزاده، چراغ مطالعه، بوشهر، شاهوار، خوزستان و… از این جمله‌اند.

## کتابها
از مهدی ربی سه کتاب داستان در ایران منتشر شده که عبارت است از:
- آن گوشهٔ دنج سمت چپ– ۱۳۸۶ – نشر چشمه
- برو ولگردی کن رفیق - (۱۳۸۸)- نشر چشمه
- کلیات سعدی اهوازی یا با من به مغولستان بیا(رمان) -(1402)- نشر مرکز

## جوایز
- تقدیر شده در جایزهٔ ادبی روزی روزگاری برای مجموعه داستانش با نام «آن گوشهٔ دنج سمت چپ» در سال ۱۳۸۶[۱]
- برنده مشترک نهمین دوره جایزه منتقدان و نویسندگان مطبوعات به عنوان بهترین مجموعه داستان سال ۱۳۸۶ برای کتاب «آن گوشهٔ دنج سمت چپ»
- برنده جایزه سوم ششمین دوره جایزه ادبی اصفهان برای کتاب «آن گوشه دنج سمت چپ» در سال ۱۳۸۶
- کاندید جوایز گلشیری و مهرگان برای مجموعه داستان «آن گوشهٔ دنج سمت چپ» در سال۱۳۸۶
- کاندید جایزهٔ ادبی روزی روزگاری برای مجموعه داستان «برو ولگردی کن رفیق» در سال ۱۳۸۸
- برنده نهایی یازدهمین دوره جایزه ادبی منتقدان و نویسندگان مطبوعات برای کتاب «برو ولگردی کن رفیق» در سال ۱۳۸۸

## نقد و بررسی آثار
آثار مهدی ربی در نشریات متعدد مورد نقد قرار گرفته از جمله:
- نقد علیرضا فراهانی بر داستانهای مهدی ربی، روزنامهٔ کارگزاران، سال انتشار ۱۳۸۷
- نقد رضا قنبری بر داستانهای مهدی ربی، خبرگزاری کتاب، سال انتشار ۱۳۸۷